# Benakinamadugu, Dod Ballapur
Benakinamadugu là một làng thuộc tehsil Dod Ballapur, huyện Bangalore Rural, bang Karnataka, Ấn Độ.